# Dynasty Warriors
Dynasty Warriors (真・三國無双 (Chân Tam Quốc vô song) Shin Sangokumusou) là một loạt các phiên bản trò chơi điện tử nổi tiếng của hãng Koei (Nhật Bản) theo loại hình hành động nhập vai (đi cảnh) được xây dựng với công nghệ trình diễn hình ảnh nổi ba chiều, cho phép người xem cảm nhận được các hiệu ứng 3D. Trò chơi lấy bối cảnh Tam Quốc, diễn tả lại những trận chiến hào hùng thời Tam Quốc (ở Trung Quốc). Trong đó hiện diện gần như đầy đủ các nhân vật lịch sử thời Tam Quốc của các phe Wei (Ngụy), Shu (Thục), Wu (Ngô) và Jin (Tấn). Người chơi sẽ vào vai một  nông dân áo vải, đầu quân cho một trong 4 phe chiến đấu để chứng tỏ tài năng, bản lĩnh của mình, thống nhất Trung Hoa, mang lại hạnh phúc cho trăm họ.
Trong game Dynasty Warriors ngoài những mãnh tướng luôn được nhắc tới như ba anh em Lưu - Quan - Trương, Tào Tháo, Tôn Kiên, Chu Du... còn có nhiều nhân vật vô cùng nổi tiếng trong cốt truyện của trò chơi, trong đó có hai mỹ nhân Tiểu Kiều và Tôn Thượng Hương. Một người là công chúa của Đông Ngô còn một người là tuyệt thế giai nhân của Đông Ngô. Trò chơi này còn là một thư viện sống động về các danh tướng thời đó.
Đến nay đã có bảy bản DW và đã được dịch từ tiếng Nhật qua cả tiếng Anh và phát hành ở Châu Mĩ, Châu Âu, Châu Á trong đó có Việt Nam. Tại Việt Nam trò chơi này được gọi dân giã là Tam Quốc Chí (1, 2, 3, 4, 5, 5 - mở rộng, 6, 7)

## Các màn chơi và nhân vật
- Các màn chơi

| Năm | Màn chơi                                 |
| --- | ---------------------------------------- |
| 184 | Khởi nghĩa Khăn Vàng                     |
| 191 | Trận Phí Thủy Quan                       |
| 191 | Trận Hổ Lao Quan                         |
| 191 | Trận Kinh Châu                           |
| 197 | Trận Uyển Thành                          |
| 197 | Trận đánh ở Giang Đông                   |
| 198 | Trận Hạ Phì                              |
| 200 | Trận Quan Độ                             |
| 200 | Quan Vũ đào tẩu (Qua 5 ải chém 06 tướng) |
| 208 | Trận Hạ Khẩu                             |
| 208 | Trận Trường Bản                          |
| 208 | Trận Xích Bích                           |
| 211 | Trận Đồng Quan                           |
| 214 | Trận Thành Đô                            |
| 215 | Trận Hợp Phì                             |
| 219 | Trận núi Định Quân                       |
| 219 | Trận Phàn Thành                          |
| 222 | Trận Di Lăng                             |
| 225 | Thu phục Nam Man                         |
| 228 | Trận Nhai Đình                           |
| 228 | Trận Thạch Đình                          |
| 234 | Trận Hợp Phì                             |
| 234 | Trận gò Ngũ Nguyên                       |

- Các nhân vật chính (Anh hùng)

| Tên                               | Phe                       | DW         | DW2        | DW3        | DW4        | DW5        | DW6        | DW7        | DW8   | DW9        | Xuất hiện |
| --------------------------------- | ------------------------- | ---------- | ---------- | ---------- | ---------- | ---------- | ---------- | ---------- | ----- | ---------- | --------- |
| Bào Tam Nương (Bao Sanniang)      | Thục                      | Red X      | Red X      | Red X      | Red X      | Red X      | Red X      | Green tick | DW7   |            |           |
| Sái Văn Cơ (Cai Wenji)            | Ngụy                      | Red X      | Red X      | Red X      | Red X      | Red X      | Red X      | Green tick | DWSF2 |            |           |
| Tào Tháo (Cao Cao)                | Ngụy                      | Green tick | Green tick | Green tick | Green tick | Green tick | Green tick | Green tick | DW    |            |           |
| Tào Phi (Cao Pi)                  | Ngụy                      | Red X      | Red X      | Red X      | Red X      | Green tick | Green tick | Green tick | DW5   |            |           |
| Tào Nhân (Cao Ren)                | Ngụy                      | Red X      | Red X      | Red X      | Green tick | Green tick | Green tick | Green tick | DW4   |            |           |
| Đại Kiều (Da Qiao)                | Ngô                       | Red X      | Red X      | Green tick | Green tick | Green tick | Red X      | Green tick | DW3   |            |           |
| Đặng Ngải (Deng Ai)               | Tấn                       | Red X      | Red X      | Red X      | Red X      | Red X      | Red X      | Green tick | DW7   |            |           |
| Điển Vi (Dian Wei)                | Ngụy                      | Green tick | Green tick | Green tick | Green tick | Green tick | Green tick | Green tick | DW    |            |           |
| Điêu Thuyền (Diaochan)            | Quần hùng                 | Green tick | Green tick | Green tick | Green tick | Green tick | Green tick | Green tick | DW    |            |           |
| Đinh Phụng (Ding Feng)            | Ngô                       | Red X      | Red X      | Red X      | Red X      | Red X      | Red X      | Green tick | DW7   |            |           |
| Đổng Trác (Dong Zhuo)             | Quần hùng                 | Red X      | Green tick | Green tick | Green tick | Green tick | Green tick | Green tick | DW2   |            |           |
| Phục Hi (Fuxi)                    | Không phe phái            | Red X      | Red X      | Green tick | Red X      | Red X      | Red X      | Red X      | DW3   |            |           |
| Cam Ninh (Gan Ning)               | Ngô                       | Red X      | Green tick | Green tick | Green tick | Green tick | Green tick | ?          | DW2   |            |           |
| Quan Bình (Guan Ping)             | Thục                      | Red X      | Red X      | Red X      | Red X      | Green tick | Green tick | Green tick | DW5   | Green tick |           |
| Quan Vũ (Guan Yu)                 | Thục                      | Green tick | Green tick | Green tick | Green tick | Green tick | Green tick | Green tick | DW    |            |           |
| Quách Hoài (Guo Huai)             | Tấn                       | Red X      | Red X      | Red X      | Red X      | Red X      | Red X      | Green tick | DW7   |            |           |
| Hoàng Cái (Huang Gai)             | Ngô                       | Red X      | Red X      | Green tick | Green tick | Green tick | Green tick | Green tick | DW3   |            |           |
| Hoàng Trung (Huang Zhong)         | Thục                      | Red X      | Green tick | Green tick | Green tick | Green tick | Green tick | Green tick | DW2   |            |           |
| Giả Hủ (Jia Xu)                   | Ngụy                      | Red X      | Red X      | Red X      | Red X      | Red X      | Red X      | Green tick | DW7   |            |           |
| Khương Duy (Jiang Wei)            | Thục                      | Red X      | Green tick | Green tick | Green tick | Green tick | Red X      | Green tick | DW2   |            |           |
| Lăng Thống (Ling Tong)            | Ngô                       | Red X      | Red X      | Red X      | Red X      | Green tick | Green tick | Green tick | DW5   |            |           |
| Lưu Bị (Liu Bei)                  | Thục                      | Green tick | Green tick | Green tick | Green tick | Green tick | Green tick | Green tick | DW    |            |           |
| Lữ Bố (Lü Bu)                     | Quần hùng                 | Green tick | Green tick | Green tick | Green tick | Green tick | Green tick | Red X      | DW    |            |           |
| Lữ Mông (Lü Meng)                 | Ngô                       | Red X      | Green tick | Green tick | Green tick | Green tick | Green tick | Green tick | DW2   |            |           |
| Lục Tốn (Lu Xun)                  | Ngô                       | Green tick | Green tick | Green tick | Green tick | Green tick | Green tick | Green tick | DW    |            |           |
| Mã Siêu (Ma Chao)                 | Thục                      | Red X      | Green tick | Green tick | Green tick | Green tick | Green tick | Green tick | DW2   |            |           |
| Mã Đại (Ma Dai)                   | Thục                      | Red X      | Red X      | Red X      | Red X      | Red X      | Red X      | Green tick | DW7   |            |           |
| Mạnh Hoạch (Meng Huo)*            | Quần hùng                 | Red X      | Red X      | Green tick | Green tick | Green tick | Green tick | Green tick | DW3   |            |           |
| Nữ Oa (Nüwa)                      | Không phe phái            | Red X      | Red X      | Green tick | Red X      | Red X      | Red X      | Red X      | DW3   |            |           |
| Bàng Đức (Pang De)                | Ngụy                      | Red X      | Red X      | Red X      | Red X      | Green tick | Red X      | Green tick | DW5   |            |           |
| Bàng Thống (Pang Tong)            | Thục                      | Red X      | Red X      | Green tick | Green tick | Green tick | Green tick | Green tick | DW3   |            |           |
| Tư Mã Sư (Sima Shi)               | Tấn                       | Red X      | Red X      | Red X      | Red X      | Red X      | Red X      | Green tick | DW7   |            |           |
| Tư Mã Ý (Sima Yi)                 | Ngụy (DW2-DW6), Tấn (DW7) | Red X      | Green tick | Green tick | Green tick | Green tick | Green tick | Green tick | DW2   |            |           |
| Tư Mã Chiêu (Sima Zhao)           | Tấn                       | Red X      | Red X      | Red X      | Red X      | Red X      | Red X      | Green tick | DW7   |            |           |
| Tôn Sách (Sun Ce)                 | Ngô                       | Red X      | Red X      | Green tick | Green tick | Green tick | Green tick | Green tick | DW3   |            |           |
| Tôn Kiên (Sun Jian)               | Ngô                       | Red X      | Green tick | Green tick | Green tick | Green tick | Green tick | Green tick | DW2   |            |           |
| Tôn Quyền (Sun Quan)              | Ngô                       | Red X      | Green tick | Green tick | Green tick | Green tick | Green tick | Green tick | DW2   |            |           |
| Tôn Thượng Hương (Sun Shangxiang) | Ngô                       | Green tick | Green tick | Green tick | Green tick | Green tick | Green tick | Green tick | DW    |            |           |
| Thái Sử Từ (Taishi Ci)            | Ngô                       | Green tick | Green tick | Green tick | Green tick | Green tick | Green tick | Green tick | DW    |            |           |
| Vương Nguyên Cơ (Wang Yuanji)     | Tấn                       | Red X      | Red X      | Red X      | Red X      | Red X      | Red X      | Green tick | DW7   |            |           |
| Ngụy Diên (Wei Yan)               | Thục                      | Red X      | Red X      | Green tick | Green tick | Green tick | Green tick | ?          | DW3   |            |           |
| Hạ Hầu Bá (Xiahou Ba)             | Tấn                       | Red X      | Red X      | Red X      | Red X      | Red X      | Red X      | Green tick | DW7   |            |           |
| Hạ Hầu Đôn (Xiahou Dun)           | Ngụy                      | Green tick | Green tick | Green tick | Green tick | Green tick | Green tick | Green tick | DW    |            |           |
| Hạ Hầu Uyên (Xiahou Yuan)         | Ngụy                      | Red X      | Green tick | Green tick | Green tick | Green tick | Green tick | Green tick | DW2   |            |           |
| Tiểu Kiều (Xiao Qiao)             | Ngô                       | Red X      | Red X      | Green tick | Green tick | Green tick | Green tick | Green tick | DW3   |            |           |
| Tinh Thái (Xingcai)               | Thục                      | Red X      | Red X      | Red X      | Red X      | Green tick | Red X      | Green tick | DW5   |            |           |
| Từ Hoảng (Xu Huang)               | Ngụy                      | Red X      | Red X      | Green tick | Green tick | Green tick | Green tick | Green tick | DW3   |            |           |
| Hứa Chử (Xu Zhu)                  | Ngụy                      | Green tick | Green tick | Green tick | Green tick | Green tick | Green tick | Red X      | DW    |            |           |
| Viên Thiệu (Yuan Shao)            | Quần hùng                 | Red X      | Green tick | Green tick | Green tick | Green tick | Green tick | Green tick | DW2   |            |           |
| Nguyệt Anh (Yueying)              | Thục                      | Red X      | Red X      | Red X      | Green tick | Green tick | Green tick | Green tick | DW4   |            |           |
| Trương Phi (Zhang Fei)            | Thục                      | Green tick | Green tick | Green tick | Green tick | Green tick | Green tick | Green tick | DW    |            |           |
| Trương Hợp (Zhang He)             | Ngụy                      | Red X      | Red X      | Green tick | Green tick | Green tick | Green tick | Green tick | DW3   |            |           |
| Trương Giác (Zhang Jiao)          | Quần hùng                 | Red X      | Green tick | Green tick | Green tick | Green tick | Green tick | Green tick | DW2   |            |           |
| Trương Liêu (Zhang Liao)          | Ngụy                      | Red X      | Green tick | Green tick | Green tick | Green tick | Green tick | Green tick | DW2   |            |           |
| Triệu Vân (Zhao Yun)              | Thục                      | Green tick | Green tick | Green tick | Green tick | Green tick | Green tick | Green tick | DW    |            |           |
| Chân Thị (Zhen Ji)                | Ngụy                      | Red X      | Red X      | Green tick | Green tick | Green tick | Green tick | Green tick | DW3   |            |           |
| Chung Hội (Zhong Hui]]            | Tấn                       | Red X      | Red X      | Red X      | Red X      | Red X      | Red X      | Green tick | DW7   |            |           |
| Chu Thái (Zhou Tai)               | Ngô                       | Red X      | Red X      | Red X      | Green tick | Green tick | Green tick | Green tick | DW4   |            |           |
| Chu Du (Zhou Yu)                  | Ngô                       | Green tick | Green tick | Green tick | Green tick | Green tick | Green tick | Green tick | DW    |            |           |
| Chúc Dung (Zhurong)               | Quần hùng                 | Red X      | Red X      | Green tick | Green tick | Green tick | Red X      | Green tick | DW3   |            |           |
| Gia Cát Đản (Zhuge Dan)           | Tấn                       | Red X      | Red X      | Red X      | Red X      | Red X      | Red X      | Green tick | DW7   |            |           |
| Gia Cát Lượng (Zhuge Liang)       | Thục                      | Green tick | Green tick | Green tick | Green tick | Green tick | Green tick | Green tick | DW    |            |           |
| Tả Từ (Zuo Ci)                    | Quần hùng                 | Red X      | Red X      | Red X      | Red X      | Green tick | Red X      | ?          | DW5   |            |           |

- Mạnh Hoạch không xuất hiện tại Dynasty Warriors 6, nhưng sau đó lại hiện diện tại Dynasty Warriors 6: Empires.

Từng nhân vật trong trò chơi được kết cấu theo từng loại kĩ năng, sức mạnh và vũ khí sử dụng khác nhau. Người chơi sẽ sử dụng nhân vật mà họ chọn, đi hết con đường trên bản đồ (Map) để tìm những kẻ địch, những đối tượng cần làm nhiệm vụ hay tiêu diệt để thực hiện được giao.
Với sự đa dạng về tên của nhân vật, kẻ địch, các loại tướng phụ, tướng chính đã đa dạng, xuất hiện nhiều hơn vào một vài màn trong trò này. Những kĩ năng chiến đấu của từng loại nhân vật, sẽ tạo nên một loại nhân vật khác nhau, khiến cho mọi người có thể thích nhân vật này, thích nhân vật kia.
Về sức mạnh của từng loại nhân vật thì những nhân vật được train tốt nhất sẽ là mạnh nhất, ngoài ra, không hề có một nhân vật nào mạnh hơn một cách tuyệt đối so với nhân vật khác vì các nhân vật được hiện chỉ số điểm sức mạnh bằng 1 thanh với điểm cao nhất sẽ là mạnh nhất, nên những nhân vật được train với thanh điểm cao nhất thì có sức mạnh bằng nhau. Tuy vậy có những nhân vật có tiện cíh hơn các nhân vật khác thì có khoảng cách đánh thuận lợi tùy theo loại vũ khí của nhân vật. Với những nhân vật có tầm đánh dài như Lubu, Guan Yu... thì sẽ rất thuận lợi trong việc đánh song đấu với một đối thủ nào đó. Với những vũ khí hạng nặng như Meng Huo, Taishi Ci, Xu Zhu... có thể đánh văng cả đối thủ nên cũng được xem là những nhân vật có sức mạnh.
Tùy theo các Map khác nhau, có những loại nhiệm vụ khác nhau, làm cho game có chế độ Map thật đa dạng. Bảo bối đặc biệt (Unique Item), vũ khí đặc biệt (Unique Weapon) được xuất hiện nếu người chơi làm đúng với nhiệm vụ bí mật, và đó là những món bảo bối mà cực kì quý hiếm, mà bình thường nhân vật nhặt được những thùng bảo bối (Item) thì không bao giờ có được. Unique Weapon là loại vũ khí đặc biệt, có sức mạnh cao nhất của nhân vật đó, và nó có 1 hình dạng nhất định (đẹp hơn tất cả các cấp độ trước). Mỗi nhân vật trong game, sẽ có 1 nhiệm vụ riêng biệt để tìm ra những Unique Weapon... nhưng những nhiệm vụ ấy hiển nhiên, không dễ dàng chút nào. Unique Weapon cũng là 1 yếu tố quyết định sức mạnh của nhân vật.

## Đặc điểm
Mỗi phiên bản DW đều có những điểm giống và khác nhau:
- Giống nhau: Đều có các nhân vật quan trọng trong thời Tam Quốc như Lưu Bị, Tào Tháo, Tôn Kiên,... Cách đánh của 1 nhân vật đa số giống nhau cho dù qua nhiều phiên bản (ngoại trừ Dynasty Warriors 6). Màn hình có những nét đặc trưng như nhau. Trang phục mỗi nhân vật qua từng phiên bản cũng có nét giống nhau.
- Khác nhau: Có các nhân vật mới hoặc cắt bỏ các nhân vật cũ không quan trọng. Một số nhân vật bị loại bỏ như: Fu Xi (伏羲): (Dynasty Warriors 3). Oda Nobunaga (織田 信長):(Dynasty Warriors 1). Nu Wa (女媧): (Dynasty Warriors 3). Toyotomi Hideyoshi (豊臣 秀吉): (Dynasty Warriors 1). Thực ra Oda Nobunaga và Toyotomi Hideyoshi không bị loại bỏ hoàn toàn mà là bị chuyển sang Samurai Warriors (1-3).Hai người kia mới bị loại bỏ hoàn toàn. Về sau họ được chuyển sang Warriors Orochi 2.

## Các phiên bản

### Dynasty Warrior
Dynasty Warrior hay DW1 là game loại cũ nhất trong series DW, ra đờivào ngày 30 tháng 6 năm 1997, được chơi trên hệ máy PS1. Đây là phiên bản mang tính chất chiến đấu (tay đôi) để mở khóa cho các nhân vật (fighting unlock char) chứ không phải thể loại hành động nhập vai đi cảnh (action - RPG) như các phiên bản sau này. Game chỉ có tổng cộng vỏn vẹn 16 nhân vật (10 nhân vật sẵn có và 6 nhân vật ẩn). Độ dài ngắn. Đồ họa chỉ ở mức trung bình và còn nhiều nét thô sơ, đơn giản do game được thiết kế trên PS1.

### Dynasty Warriors 2
Phiên bản này ra mắt vào năm 2000 tại ba thị trường lớn là Nhật Bản, Bắc Mỹ và châu Âu. Có thể nói DW 2 chính là tựa game đầu tiên đi tiên phong cho dòng máy PS 2 tại Bắc Mỹ và thực sự là 1 cuộc đột phá lớn khi chuyển thể loại từ chiến đấu (fighting) sang nhập vai hành động (action-RPG) báo hiệu một giai đoạn phát triển rực rỡ. Đồng thời, đây cũng là tựa game đầu tiên thuộc dòng game Dynasty Warriors giới thiệu hai chế độ chơi mới là: Free Mode và Musou Mode.
Khởi đầu cũng như các phiên bản sau này, người chơi sẽ phải chọn 1 nhân vật (anh hùng) để gia nhập chiến trận, tham gia vào các trận đánh trong lịch sử. Nhật vật này sẽ đánh các nhân vật đối phương để tìm item (bảo bối), nâng cấp weapon (vũ khí), up status (tăng chỉ số cá nhân của nhân vật). Các chỉ số cơ bản như: attack (tấn công), defense (phòng ngự), musou (tuyệt chiêu), life (sinh mệnh).
Trò chơi có mức độ khó tăng dần. Ở vào giai đoạn đầu chắc chắn người chơi sẽ không gặp mấy khó khăn, nhưng về sau bạn sẽ phải gặp những thử thách thật sự. May mắn thay, trò chơi cung cấp cho người chơi chế độ Free Mode, giúp cho việc luyện level của nhân vật trở nên dễ dàng hơn và đủ sức vượt qua những thử thách mà game đưa ra.
Tuy nhiên chất lượng đồ họa cũng chưa thật sự xuất sắc so với các phiên bản sau này, nhưng nhìn chung gameplay mang tính đột phá cao, mới lạ. Do quy mô thiết kế nhỏ, nên nhiều trận đánh trong lịch sử đã không được đưa vào game này, điều này đã được khắc phục với phiên bản DW 3.
Ngoài ra còn có giới thiệu một chế độ chỉnh sửa, cho phép người chơi đặt các nhân vật yêu thích của bạn trong những cảnh khác nhau. Đây là một trong những điều đáng hoan nghênh vì game có thời gian chơi khá ngắn và các màn chơi bị lặp lại. Nhưng chế độ thông minh của game chưa hoàn hảo, quân lính dưới quyền của người chơi thường chỉ đứng nhìn và để mặc cho người chơi xoay xở giữa đám đông quân địch.
Cùng với đó, DW 2 là một trong những tựa game thuộc hệ máy PS2 đạt được mức độ khung hình 60fps trong suốt qua trình game vận hành. Kết hợp cùng nhạc nền mang đậm chất Rock của mình, giọng lòng tiếng trong game vẫn được đánh giá rất cao, góp phần tăng thêm kịch tính khi chơi. tuy vậy đôi lúc các lồng tiếng của nhân vật trong cut-scene (trích đoạn) chưa khớp, âm thanh khi xung trận chưa hùng tráng.

### Dynasty Warriors 3
Ra đời 26-11-2001, Game được thiết kế để chơi trên hệ máy PS2 và XBox.
Phiên bản này vẫn dựa trên nền tảng của Dynasty Warriors 2 nhưng hãng Omega-Force và Koei đã cải tiến đồ họa và âm thanh của Dynasty Warriors 3, gameplay cũng được cải tiến nhiều hơn với sự bổ sung của chế độ 2 người quyết đấu, và Challenge Mode (màn thử thách), 1 chế độ giúp người chơi thử thách khả năng của mình qua các màn Endurance, Time Attack.
Dynasty Warriors 3 còn có sự bổ sung một vài nhân vật, nâng tổng số nhân vật lên 40 và số màn chơi tăng thêm 10 màn (bản đồ), càng đặc biệt hơn nữa giúp tăng độ khó của game là sự xuất hiện của các voi chiến (phe Namman). Ngoài ra hãng Koei còn bổ sung thêm các vệ binh (bodyguard) nhằm hỗ trợ các anh hùng trong chiến đấu, và người chơi có thể điều khiển các vệ binh này theo ý mình nhờ vào chức năng squad -level commands.
Ngoài ra, một điểm khác so với Dynasty Warriors 2, nhiệm vụ (objective) chỉ dừng ở việc giết chỉ huy (commander) đối phương và kết thúc trò chơi (game over) khi chỉ huy của phe mình bị giết hoặc nhân vật chính bị giết, thì ở Dynasty Warriors 3, hãng Koei đã bổ sung thêm nhiều màn chơi với các nhiệm vụ khác nhau, mang tính chiến thuật phối hợp cao, giúp người chơi có cảm giác như đang hòa mình vào không khí chiến trận.
Về âm thanh, Koei đã phối hợp rất tốt âm lồng tiếng cũng như âm thanh trong trận đánh, tạo cảm giác chân thực nhất cho người chơi.

### Dynasty Warriors 4
Tựa game Dynasty Warriors 4 ra mắt cùng với những cải tiến thú vị đã phần nào tạo nên sự tươi mới cho dòng game này. Trước khi Dynasty Warriors 4 xuất hiện vào năm 2003, đã có nhiều ý kiến cho rằng sẽ như thế nào nếu người chơi cứ mãi tham gia vào những trận đánh đã hết sức quen thuộc.
Chính điều đó đã thúc đẩy Koei đưa vào một số lượng nhân vật có sẵn rất phong phú. Cùng với đó là những nhân vật cần được mở khóa cũng không ít. Kết hợp với những tính năng nhỏ nhưng cũng rất thú vị góp phần làm nên thành công của game như việc tướng của đối phương thách đấu một chọi một với người chơi.
Chất lượng hình ảnh của DW 4 được cải thiện rất nhiều so với các bậc đàn anh của nó. Tỷ lệ khung hình được giữ ớ mức độ ổn định phù hợp với độ chi tiết của các nhân vật. Bên cạnh đó hình ảnh môi trường xung quanh cũng được chăm chút mặc dù mức độ chi tiết của các công trình chỉ đạt mức cơ bản.

## Ảnh hưởng
Đây có thể nói là một trong những GAME ăn khách hàng đầu trên thế giới. Các game-thủ luôn cày nhưng kĩ thuật cũng là yếu tố quan trọng giúp họ có CARD Vip. Trung bình trên 1 năm (hay hơn nữa) thì mới có phiên bản mới. Và châu Á là nơi có đầu tiên vì hãng Koei ở Nhật Bản. Ngoài ra, dòng Game này còn có thêm NetGamme. Đó quả là 1 tin mừng cho những ai thích GameDW.